# Élections régionales de 2013 en Lombardie
Les élections régionales de 2013 en Lombardie (en italien : Elezioni regionali en Lomabardia) ont eu lieu les 24 et 25 février 2013 afin d'élire le président et les conseillers de la Xe législature du conseil régional de Lombardie pour un mandat de cinq ans.

## Mode de scrutin
Depuis 2012, la Lombardie a adopté sa propre législation pour élire son Conseil, très similaire à la loi Tatarella de 1995, adoptée au niveau national.
Alors que le président de la Lombardie et le chef de l'opposition sont toujours élus au suffrage universel, les 78 conseillers sont élus sur les listes des partis sous une forme de représentation semi-proportionnelle. La coalition gagnante reçoit une prime majoritaire d'au moins 45 sièges, qui sont répartis entre tous les partis de la coalition principale au Conseil en utilisant la méthode D'Hondt. Le processus est semblable aux coalitions qui siègeront dans l'opposition. Chaque parti répartit ensuite ses sièges selon ses listes provinciales, où les candidats sont ouvertement sélectionnés.
Selon la loi du 17 février 1968, no. 108, le Conseil régional est élu tous les cinq ans. L'élection peut avoir lieu à partir du quatrième dimanche avant la fin de cette période de cinq ans.

### Répartition des sièges
| Provinces                 | Sièges | +/-           |  |
| Bergame                   | 9      | en stagnation |  |
| Brescia                   | 10     | en stagnation |  |
| Côme                      | 5      | 1             |  |
| Crémone                   | 3      | 1             |  |
| Lecco                     | 3      | en stagnation |  |
| Lodi                      | 2      | 1             |  |
| Mantoue                   | 3      | en stagnation |  |
| Milan                     | 24     | 1             |  |
| Monza et de la Brianza    | 7      | 2             |  |
| Pavie                     | 4      | 1             |  |
| Sondrio                   | 1      | 1             |  |
| Varèse                    | 7      | 1             |  |
| Candidats à la présidence | 2      | 7             |  |
| Total                     | 80     | en stagnation |  |

## Résultats
|                        |                          |            |            |                      |                                   |                                  |           |               |               |               |               |       |  |
| Présidence             | Présidence               | Présidence | Présidence | Présidence           | Conseil                           | Conseil                          | Conseil   | Conseil       | Conseil       | Conseil       | Conseil       | Total |  |
| Candidats              | Candidats                | Votes      | %          | Élus                 | Partis                            | Partis                           | Votes     | %             | +/-           | Sièges        | +/-           | Total |  |
|                        | Roberto Maroni (LN)      | 2 456 921  | 42,82      | 1                    |                                   | Le Peuple de la liberté (PdL)    | 904 772   | 16,73         | 15,06         | 19            | 4             |       |  |
|                        | Roberto Maroni (LN)      | 2 456 921  | 42,82      | 1                    | Ligue du Nord (LN)                | 700 907                          | 12,96     | 13,25         | 15            | 3             |               |       |  |
|                        | Roberto Maroni (LN)      | 2 456 921  | 42,82      | 1                    | Maroni pour la présidence         | 552 863                          | 10,23     | Nv.           | 11            | 11            |               |       |  |
|                        | Roberto Maroni (LN)      | 2 456 921  | 42,82      | 1                    | Frères d'Italie (FdI)             | 83 810                           | 1,55      | Nv.           | 2             | 2             |               |       |  |
|                        | Roberto Maroni (LN)      | 2 456 921  | 42,82      | 1                    | Parti des retraités (PP)          | 50 843                           | 0,94      | 0,70          | 1             | en stagnation |               |       |  |
|                        | Roberto Maroni (LN)      | 2 456 921  | 42,82      | 1                    | Liste Travail et Liberté          | 27 374                           | 0,51      | Nv.           | —             | en stagnation |               |       |  |
|                        | Roberto Maroni (LN)      | 2 456 921  | 42,82      | 1                    | Alliance écologique               | 8 270                            | 0,15      | Nv.           | —             | en stagnation |               |       |  |
| Total Centre-droit     | Total Centre-droit       | 2 456 921  | 42,82      | 1                    | 2 328 809                         | 43,07                            | 15,09     | 48            | 7             | 49            |               |       |  |
|                        | Umberto Ambrosoli (Ind.) | 2 194 169  | 38,24      | 1                    |                                   | Parti démocrate (PD)             | 1 369 440 | 25,33         | 2,43          | 17            | 4             |       |  |
|                        | Umberto Ambrosoli (Ind.) | 2 194 169  | 38,24      | 1                    | Liste Ambrosoli - Pacte civil     | 380 241                          | 7,03      | Nv.           | 4             | 4             |               |       |  |
|                        | Umberto Ambrosoli (Ind.) | 2 194 169  | 38,24      | 1                    | Gauche, écologie et liberté (SEL) | 97 627                           | 1,81      | 0,42          | —             | 1             |               |       |  |
|                        | Umberto Ambrosoli (Ind.) | 2 194 169  | 38,24      | 1                    | Centre populaire lombard          | 63 885                           | 1,18      | Nv.           | —             | en stagnation |               |       |  |
|                        | Umberto Ambrosoli (Ind.) | 2 194 169  | 38,24      | 1                    | Éthique à gauche (PRC-PdCI)       | 52 152                           | 0,96      | 1,09          | —             | en stagnation |               |       |  |
|                        | Umberto Ambrosoli (Ind.) | 2 194 169  | 38,24      | 1                    | Italie des valeurs (IdV)          | 35 141                           | 0,65      | 5,64          | —             | 4             |               |       |  |
|                        | Umberto Ambrosoli (Ind.) | 2 194 169  | 38,24      | 1                    | Parti socialiste italien (PSI)    | 16 624                           | 0,31      | en stagnation | —             | en stagnation |               |       |  |
| Total Centre-gauche    | Total Centre-gauche      | 2 194 169  | 38,24      | 1                    | 2 015 110                         | 37,27                            | 3,92      | 21            | 6             | 22            |               |       |  |
|                        | Silvana Carcano          | 782 007    | 13,63      | —                    |                                   | Mouvement 5 étoiles (M5S)        | 775 211   | 14,34         | 12,01         | 9             | 9             | 9     |  |
|                        | Gabriele Albertini (SC)  | 236 597    | 4,12       | —                    |                                   | Lombardie civique                | 133 435   | 2,47          | Nv.           | —             | en stagnation |       |  |
|                        | Gabriele Albertini (SC)  | 236 597    | 4,12       | —                    | Union de centre (UdC)             | 85 721                           | 1,59      | 2,26          | —             | 3             |               |       |  |
| Total Centre           | Total Centre             | 236 597    | 4,12       | —                    | 219 156                           | 4,05                             | Nv.       | 0             | en stagnation | 0             |               |       |  |
|                        | Carlo Pinardi            | 68 133     | 1,19       | —                    |                                   | Agir pour cesser le déclin (FFD) | 68 469    | 1,27          | Nv.           | 0             | en stagnation | 0     |  |
|                        |                          |            |            |                      |                                   |                                  |           |               |               |               |               |       |  |
| Votes valides          | Votes valides            | 5 737 827  | 96,62      |                      | Votes valides                     | Votes valides                    | 5 406 755 | 91,05         |               |               |               |       |  |
| Votes blancs et nuls   | Votes blancs et nuls     | 200 217    | 3,38       | Votes blancs et nuls | Votes blancs et nuls              | 531 289                          | 8,95      |               |               |               |               |       |  |
| Total candidats        | Total candidats          | 5 938 044  | 100        | 2                    | Total partis                      | Total partis                     | 5 938 044 | 100           | -             | 78            | 7             | 80    |  |
| Abstentions            | Abstentions              | 1 800 236  | 23,26      |                      |                                   |                                  |           |               |               |               |               |       |  |
| Inscrits/participation | Inscrits/participation   | 7 738 280  | 76,74      |                      |                                   |                                  |           |               |               |               |               |       |  |